# 点心债券
点心债券（簡稱點心債），特指2007年起在香港開始发行的以人民币计价的债券。「點心債」名称由来，有说是因为其最初仅在香港发行 （后其市场拓展至新加坡，伦敦），而点心是香港酒樓的著名食品，另有说法是由于其在国际债券市场中的份额微不足道，帶有一口就可吃掉的意思。

## 發行
2010年之前，发行点心债券的主要單位是国家开发银行、中国进出口银行等中资机构以及亚洲开发银行等国际金融机构，并没有得到公众的广泛认可。2010年，漢堡巨头麦当劳成为第一家发行点心债券的非中资企业。目前发行的大部分点心债券缺乏国际认可的评级机构给予的信用评级，收益率较低，因此对普通投资者缺乏吸引力。點心債券與熊貓債券是人民幣國際化的兩項利器。